# Postępowanie dyscyplinarne
Postępowanie dyscyplinarne – ustawowo uregulowany tryb postępowania w przypadku stwierdzenia naruszenia przez członka grupy zawodowej lub innej obowiązków, etyki służbowej lub zawodowej lub wynikającej np. ze statusu studenta, doktoranta lub nauczyciela akademickiego.
Odpowiedzialności dyscyplinarnej podlegają osoby wykonujące zawód lub należące do grup, od których wymaga się szczególnej staranności w wykonywaniu swoich obowiązków i szczególnej nieskazitelności charakteru. Występuje obok a nie zamiast postępowania karnego.
Postępowanie dyscyplinarne nie jest uregulowane w jednym akcie prawnym analogicznie do postępowania karnego w Kodeksie postępowania karnego, lecz jest regulowane oddzielnie w ustawach dotyczących poszczególnych grup zawodowych i innych.
Cechą wspólną prawie wszystkich rodzajów postępowań dyscyplinarnych jest to, że w sprawach nieuregulowanych przepisami dotyczącymi postępowania dyscyplinarnego w danej ustawie często stosuje się odwołania do przepisów Kodeksu postępowania karnego. Ponadto podobny jest również katalog kar dyscyplinarnych.
Postępowanie dyscyplinarne toczy się przed organami dyscyplinarnymi będącymi elementem samorządu zawodowego, władz uczelnianych bądź przed przełożonymi: komisją dyscyplinarną, sądem dyscyplinarnym lub przełożonym dyscyplinarnym.
Od prawomocnego orzeczenia dyscyplinarnego w drugiej instancji przysługuje, zależnie od danej ustawy, skarga do właściwego sądu administracyjnego lub kasacja do Sądu Najwyższego.

## Grupy zawodowe i inne podlegające postępowaniu dyscyplinarnemu
Wykonujący zawód regulowany i inni podlegają postępowaniu dyscyplinarnemu według zasad określonych we właściwych ustawach regulujących ich sytuację prawną. Są to m.in.:
- adwokaci
- radcowie prawni
- notariusze
- komornicy
- sędziowie
- prokuratorzy
- biegli rewidenci
- rzecznicy patentowi
- lekarze i lekarze stomatolodzy
- lekarze weterynarii
- funkcjonariusze policji
- funkcjonariusze Straży Granicznej
- żołnierze
- inżynierowie budownictwa
- architekci
- studenci, doktoranci i nauczyciele akademiccy
- myśliwi.

## Pozaustawowe postępowanie dyscyplinarne
Poza ustawowo uregulowanym postępowaniem dyscyplinarnym występują również formy podobne, regulujące odpowiedzialność za naruszenie zasad przynależności do danej grupy. Od ustawowych regulacji różni je to, że skuteczność takiego postępowania jest ograniczona do struktur danej grupy np. brak możliwości odebrania prawa do wykonywania zawodu. Przykładem takiej formy jest postępowanie przed sądem koleżeńskim w stowarzyszeniach.